# The Very Thought of You
«The Very Thought of You» — песня, написанная американским бэнд-лидером Рэем Ноблом.
Нобл записал эту песню со своим оркестром, с вокалистом Элом Боулли. Запись вышла в США на пластинке на 78 об./мин. (лейбл Victor, кат. № 24657). В 1934 году она пять недель возлавляла американский хит-парад.
Песня стала джазовым стандартом. Среди исполнителей, записавших свои версии: Бинг Кросби (Decca, кат. № 179), Билли Холидей (в 1938 году), Дорис Дэй (в фильме «Трубач» с Кирком Дугласом, Лорен Бэколл и Дорис Дэй, вышедшем на экраны в январе 1950), Гарри Конник младший.